# Zum Nachtisch wilde Früchte

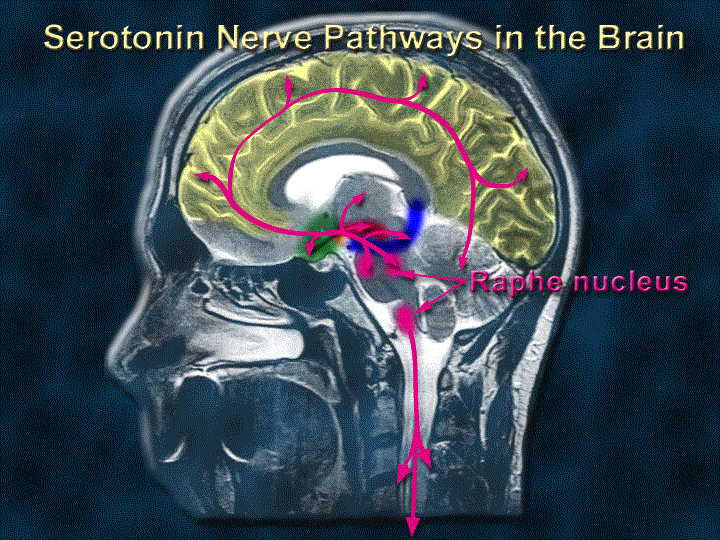
Drogenwirkung im Gehirn

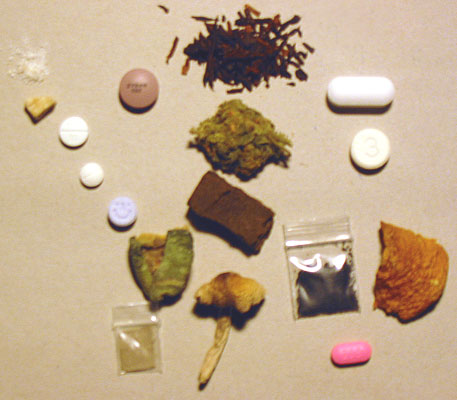
Psychoaktive Drogen, darunter auch LSD

Zum Nachtisch wilde Früchte ist ein Kriminalroman von Heinz G. Konsalik aus dem Jahr 1967, der das Schicksal ehemaliger Kriegsteilnehmer, deren Verfall durch Rauschgiftmissbrauch und einen mysteriösen Mordfall im Nachkriegsdeutschland behandelt.

## Inhalt

### Klappentext
„In einer Villa am Stadtrand von Düsseldorf treiben sie ihre nächtlichen Party-Spiele zwischen Luxus und Langeweile, mit attraktiven Mädchen und viel Alkohol. Eines Nachts wird etwas Besonderes geboten: Jemand hat die Teufelsdroge LSD mitgebracht, und die Gäste versinken in seltsam bizarre Träume. Der Wahnsinn wird zum Gesellschaftsspiel. Am nächsten Morgen liegt ein Toter in der Villa, doch niemand weiß, was in der Nacht geschah. Nur einer will im LSD-Rausch etwas Entsetzliches beobachtet haben. Aber er schweigt vor der Polizei und versucht sogar, die heiße Spur zu verwischen, die ein junger Kriminalbeamter plötzlich findet. Ein perfekt inszeniertes Verbrechen in einem hochaktuellen Roman des bekannten Erfolgsautors.“

## Handlung
Am 21. Januar 1945 überleben fünf Wehrmachtskameraden bei Meseritz an der Obra den Zusammenbruch der deutschen Ostfront. Es sind Konrad Ritter, Richard Erlanger, Hermann Schreibert und Alf Boltenstern, die den verletzten jungen Toni Huilsmann in Sicherheit bringen. Sie schwören sich, sollten sie es jemals lebendig zurück nach Deutschland schaffen, einen Pakt der ewigen Bruderschaft zu schließen.
Nach dem Krieg, im Jahr 1950, erneuern sie diesen Pakt symbolisch in Düsseldorf.
Mittlerweile haben sich die Männer erfolgreich in ihren unterschiedlichen Zivilberufen etabliert, Familien gegründet und es zu Wohlstand gebracht. Alljährlich treffen sie sich in der Villa von Toni Huilsmann in der Stadtwaldstr. Nr. 19, um ihre Verbundenheit in einem feucht-fröhlichen Abend mit viel Alkohol und Prostituierten zu verbringen.
Im Laufe der Zeit ist bei ihnen eine gewisse Langeweile eingetreten. Einige Veteranen sehen diese Treffen mittlerweile schon als lästig an, da sie für ihre Ehefrauen und Familien ständig Lügen und Ausreden erfinden müssen, um die Fassade der Anständigkeit aufrechterhalten zu können.
Huilsmann muss seinen ehemaligen Kameraden, um sie bei Laune zu halten, ständig neue und noch ausgefallenere Ausschweifungen bieten. Erotische Gesellschaftsspiele finden mittlerweile keinen Anklang mehr, und so offeriert Alf Boltenstern ihnen LSD, welches er sich in Paris besorgt hat. Sie wollen damit künstliche Schizophrenie, Spaltungsirresein, erzwingen und somit in eine neue Welt der verbotenen Genüsse eintauchen.
Schon kurz nach der Einnahme des LSD zeigt diese Droge ihre verheerende Wirkung. Alle Teilnehmer erleben einen sehr intensiven Rausch, der mit extremen psychotischen Wahnvorstellungen verbunden ist. Die Einnahme gerät außer Kontrolle, denn schon bald geschehen unnatürliche und abstruse Dinge. Huilsmann sabbert vor sich hin, die Prostituierte Mary hält sich für eine Apfelsine und „rollt“ durch die Gegend. Schreibert fühlt sich nach Sibirien zurückversetzt und jagt einem Nerz hinterher. Erlanger ist in seinem Rausch eine Riesenspinne. Beatrice meint, eine Tigerin zu sein, und beißt Erlanger mit voller Kraft in die Schulter.
Schwer benommen verlässt Scheibert kurz vor 5 Uhr morgens die Huilsmanns-Villa und fährt mit dem Auto nach Hause. Das Fahrzeug kommt auf regennasser Fahrbahn ins Schleudern und prallt gegen einen Baum. Fahrradfahrer beobachten den Unfall und benachrichtigen die Polizei.
Huilsmann wird in seiner Villa wach und bringt Mary, Beatrice und Lola ins Auto, damit sie weggebracht werden können. Im Wohnzimmer bezahlt Boltenstern Karin mit DM 600,- für ihre Liebesdienste. Er weist sie an, mit den drei Mädchen wegzufahren, Schweigen zu bewahren und die schrecklichen Ereignisse in Düsseldorf für immer zu vergessen.
Dann ruft Boltenstern Ritter an. Er brauche jetzt dringend seine Hilfe. Dann ruft er die Kriminalpolizei an und meldet, dass in seinem Haus ein Toter liegt. Gegen 5 Uhr wird Scheibert von Sanitätern aus dem Fahrzeugwrack geborgen.
Major a. D. Konrad Ritter trifft vor der Kriminalpolizei in Huilsmanns Villa ein, wo er den toten Richard Erlanger vorfindet. Huilsmann sagt, er habe Selbstmord begangen. Doch der Tathergang deutet klar auf Mord durch Erdrosselung. Ritter appelliert jedoch an ihre unzerstörbare Kameradschaft und das, was sie alles haben durchmachen müssen. Es dürfe auf gar keinen Fall herauskommen, dass es Mord gewesen war.
Kriminalbeamter Werner Ritter, Konrads Sohn, erscheint mit seinen Kollegen am Tatort, außerdem die Polizeireporterin Jutta Boltenstern, die Tochter von Alf Boltenstern. Sie möchte auf den Grund gehen, um welche Art von „Konferenzen“ es sich in Wahrheit handelt, um die ihr Vater immer so ein Geheimnis macht. Jutta hatte ihn schon länger verdächtigt, dass er Affären mit anderen Frauen hat. Außerdem ginge es um eine Tat, die im Haus ihres „Onkels Toni“ (Huilsmann) stattgefunden hatte. „Onkel Richard“ ist tot und „Onkel Hermann“ schwer verletzt. Alf Boltenstern will sie jedoch unter großem Protest wegschicken, erlaubt ihr dann aber doch, das Haus als „Privatperson“ und nicht als Journalistin zu betreten.
Die Spurensicherung untersucht den Tatort.
Toni Huilsmann wird verhört. Er wirkt extrem stark verwirrt. Die Polizei hält dies jedoch für die Nachwirkungen von Alkohol und bringt es nicht mit LSD in Verbindung. Die Anwesenheit der Prostituierten wird zunächst verleugnet, bis ein Büstenhalter als Corpus delikti gefunden wird. Die Ermittler wollen das Haus „plombieren“ und die Befragungen morgen fortsetzen. Der Polizeiarzt bestätigt, dass es sich nicht um Selbstmord, sondern um ein Tötungsdelikt handelt. Daher sind die Verdächtigen Boltenstern, Huilsmann, Schreibert und die vier Frauen.
Boltenstern übernimmt die schwere Aufgabe, Petra Erlanger vom Tod ihres Mannes zu berichten. Petra weiß nichts davon, denn sie und ihr Mann haben getrennte Schlafzimmer. Sie vermutet, dass er irgendwo mit einem Kater herumliegt. Boltenstern hat Petra vor langer Zeit einmal geliebt und nie verstanden, warum sie sich damals für seinen Freund entschieden hatte. Richard hat Petra, geborene Wollhagen, die schwerreiche Erbin der Wollhagen-Werke, geheiratet und mit ihr in großem Reichtum und vielen Hausangestellten gelebt. Sie empfängt ihren alten Freund im Blauen Salon. Die Nachricht vom Tod ihres Mannes trägt sie mit Fassung, möchte ihn aber im Leichenschauhaus identifizieren.
Werner Ritter liefert dem Kriminalrat Dr. Lummer, genannt „Kotelett“, den Bericht über den Erlanger-Mord ab. Dieser tut den Fall Erlanger als Lappalie ab und glaubt nach wie vor an einen Selbstmord. Vier Männer hätten sich betrunken und anschließend „Ringelpietz mit Anfassen“ veranstaltet.
Anschließend kommt es zu einer Unterredung zwischen Konrad Ritter und Oberstaatsanwalt Dr. Hubert Breuninghaus. Beide sind seit ihrer gemeinsamen Gefangenschaft in einem sibirischen Lager bei Nowosibirsk gute Freunde. Ritter hatte Breuninghaus und anderen damals durch Lebensmittelschmuggel das Leben gerettet. Die beiden hatten ihre Freundschaft durch gemeinsamen Besuch an BdD-Veteranentreffen weiter intensiviert und teilen die gleichen Ansichten aus alten Zeiten. Ritter möchte, dass sich Breuninghaus des Falls annimmt, seinen Sohn ausbremst und es nicht zu weiteren Mordermittlungen kommt. Breuninghaus verspricht, sich darum zu kümmern.
Boltenstern will den schwerverletzten Schreiber im Krankenhaus besuchen und dazu Toni Huilsmann abholen. Doch der ist wegen eines schweren Katers und Brechdurchfall nicht ausgehfähig. Sein Hausmädchen Else liebt ihn und hält ihn beim Erbrechen sogar den Kopf, während er sie zärtlich an den Oberschenkeln berührt. Noch hat Werner Ritter darauf verzichtet, die Villa zu plombieren. Boltenstern bittet seinen Freund, der Polizei bei einem weiteren Verhör auf gar keinen Fall etwas vom LSD-Missbrauch zu erzählen.
Der Chefarzt hat Besuch bei Schreibert, bis auf nähere Verwandte, untersagt, so ernst ist die Lage. Anstatt der Familie sitzt die weinende Geliebte Madeleine Saché am Krankenbett. Sie macht Boltenstern wegen ihrer Sauferei schlimmste Vorwürfe. Schreibert ist nicht ansprechbar. Der Oberarzt sagt, er habe nur leichte Verletzungen und würde jetzt noch besinnungslos sein. Doch sein Gesicht hätte irreparable Schäden erlitten. Es sei komplett abgeschmirgelt.
Die Staatsanwaltschaft gibt Erlangers Leiche auf Veranlassung von Dr. Breuninghaus zur Bestattung frei. Auch bekommt die Presse keinerlei Hinweise über die wahre Todesursache. Es erscheinen lediglich Todesanzeigen in den Lokalblättern. Auch erweist der BdD anlässlich des Jahrestags der Vernichtung seiner Division im Jahr 1945, Erlanger seine letzte Ehre.
Am 28. Mai wird Richard Erlanger bestattet. Seine Beerdigung wird zu einem Großereignis des BdD, seines Gesangsvereins, Turnvereins, Feuerwehr, Kriegervereins, und anderen. Konrad Ritter verliest eine ergreifende Rede an seinen verstorbenen Kameraden. Zum Schluss wird Der gute Kamerad und der Trauermarsch aus Wagners Götterdämmerung gespielt und er bekommt einen heroischen Abschiedssalut.
Am nächsten Tag fährt Werner Ritter zur Huilsmann-Villa und bricht das Polizei-Siegel des gesperrten Wohnzimmers auf. Er will jetzt unbedingt wissen, was dort zwischen dem 21. Mai von 20:00 Uhr bis 22. Mai um 05:00 Uhr früh passiert ist. Der Tatort ist noch immer unverändert. Im Kamin entdeckt er schließlich Papierreste. Es ist weißes und rosa Löschpapier, was er ins Polizeilabor zur weiteren Untersuchung bringt.
Else Lechenmaier, Tonis Haushälterin, ist eine neugierige Person und versteckt sich in einem Barockschrank. Sie hatte sich dort auch schon in Vergangenheit zum Beobachten und Belauschen aufgehalten. Von hier aus war sie Augenzeugin zahlreicher Sexspiele geworden, die ihr Hausherr und seine Freunde mit den Mädchen getrieben haben. Ihren Chef heimlich beim Sex zu beobachten, hatte sie schon immer sexuell erregt. Ritter hat nicht bemerkt, wie Else wieder in den Schrank schlüpft, in dem sie sich es mit einem Schemel, einem Kissen und Wasser gemütlich gemacht hat. Sie bekommt mit, wie er das Löschpapier im Kamin entdeckt. Ritter verschwindet und Else stellt mit Schrecken fest, dass sie eingeschlossen und versiegelt ist. Sie muss daher den Hausherrn, der sich im Atelier befindet, über Haustelefon Bescheid sagen. Huilsmann interessiert sich nicht das Mindeste für ihre missliche Lage, sondern allein für die Tatsache, dass Ritter Junior etwas entdeckt haben musste. Kopflos fährt er davon und überlässt Else ihrem Schicksal. Sie kann jedoch durch das Fenster nach draußen klettern.
Else ist außer sich. Der Mann, den sie liebt und für den sie sich selbstlos aufopfert, ist ein gemeiner Mensch. Sie hatte eine schwere Kindheit, ihre Mutter gab sie ins Waisenhaus. Sie hasst die Prostituierten, die sich nur des Geldes wegen erniedrigen und auch die Luxuswelt, an der sie niemals teilhaben wird.
Huilsmann berichtet Boltenstern, dass die Polizei die verräterischen Löschpapierschnipsel gefunden hat. Boltenstern versucht Huilsmann zu beruhigen, indem er ihm sagt, dass die Staatsanwaltschaft die Ermittlungen eingestellt hat. Offizielle Todesursache ist Selbstmord. Doch dann bekommt Huilsmann heraus, dass Schreibert Erlanger im Wahn umgebracht hat. Er hat ihn mit einem Schal erdrosselt. Boltenstern und Huilsmann sind jetzt die Einzigen, die davon wissen, denn Schreibert ist schwer verletzt. Er appelliert an ihn und seine Kameradenehre, wie damals in Meseritz gemeinsam mit ihm die letzte Schlacht zu schlagen. Boltenstern beichtet weiterhin, dass er sich selbst nur die halbe Dosis LSD verabreicht hat, um zu sehen, wie sich seine Kameraden verhalten. Daher war er auch der Einzige, der in der Mordnacht einigermaßen klar im Kopf war. Dennoch war er während des Tathergangs wie gelähmt und konnte Erlanger nicht beistehen.
Sie beschließen zu Ritter zu gehen, damit dieser seinen Sohn davon abhält, weiterhin auf eigene Faust in diesem Fall zu ermitteln. Außerdem sind sie der Meinung, dass Ritter ihnen noch einen Gefallen schuldig ist.
Zunächst findet das Polizeilabor nichts Verdächtiges an den Proben. Doch Werner bleibt hart und verlangt nach Professor Ebbertz. Er soll nach Rauschgiftspuren suchen und sich umgehend wieder melden.
Dann fährt er nach Hause, wo sein Vater schon auf ihn wartet. Konrad verlangt von Werner, dass dieser nicht weiter im Fall Erlanger ermittelt. Doch der Junior beharrt darauf, dass einer von Vaters Freunden ein Mörder ist. Auf dem Schal hätte man Schreiberts Fingerabdrücke gefunden. Es kommt zu einer lautstarken Auseinandersetzung, da für Konrad Kriegskameradschaft über alles geht und er unbedingt seinen Freund Schreibert decken will. Der Vater regt sich furchtbar auf, wirft seinem Sohn vor, ein ehrloser Demokrat zu sein und dieser seinem Vater ein unbelehrbarer Ewig-Gestriger zu sein. Werner beharrt aus tiefster Überzeugung auf seinem Vorhaben und Konrad droht, Dr. Breuninghaus einzuschalten.
Das neue Laborergebnis liegt vor. Allerdings wurden keine Drogen, sondern Spuren von Weinsäure gefunden. Das Löschpapier war also in Kontakt mit Wein oder Sekt gekommen. Oberstaatsanwalt Dr. Breuninghaus ermahnt auf herablassende Weise Werner Ritter und macht ihm klar, dass er nur ein Unterstellter ist. Doch Werner lässt sich nicht einschüchtern und schildert ihm die Fakten, die alle gegen seine Selbstmordtheorie sprechen. Dr. Breuninghaus fühlt sich ertappt und versucht Werner die Bedeutung von Loyalität klarzumachen. Doch der kann die überholten Sprüche der Vätergeneration von Ehre und Nibelungentreue einfach nicht mehr hören. Dr. Breuninghaus merkt, dass er bei dem jungen Heißsporn so nicht weiterkommt, wird jovial und verharmlost die Folgen von Alkoholmissbrauch, indem er die Nacht in der Huilsmannschen Villa mit der fatalen Wirkung von russischem selbstgebrannten Samogonka-Knollenschnaps vergleicht, die einen ebenfalls verblöden lässt. Werner lügt und gibt vor, dass er in der Sache Erlanger nicht mehr weiter ermitteln wird.
Madeleine ist aus Schreiberts Krankenzimmer verbannt worden. Sie hat sich wie wahnsinnig aus Eifersucht benommen, als Schreibert Blumenbouquets und Grußkarten seiner Mannequins erhalten hat. Deren Schreiberinnen hat sie als „Huren“ beschimpft und sich wie eine Verrückte aufgeführt. Erst eine Beruhigungsspritze kann ihre Tobsucht unterbinden. Die Ärzte erzählen Schreibert noch nicht, wie ernst es um den Zustand seines Gesichtes steht. Boltenstern besucht ihn und bringt Rotwein mit. Schreibert möchte wissen, was an dem besagten Abend passiert ist. Boltenstern berichtet dem schockierten Schreibert, dass Erlanger ermordet wurde. Und zwar von ihm. Doch er möge sich nicht sorgen, da es im LSD-Rausch geschah und dass man im Gericht stets auf Unzurechnungsfähigkeit gemäß Paragraph § 51.1 StGB plädieren würde. Boltenstern ringt Schreibert ab, dass er bei einer Befragung niemals das LSD erwähnen darf. Als der Besuch geht, erwächst in Schreibert der unbändige Hass auf den Mann, der ihm das LSD verabreicht hat und diese Wahnsinnstat somit erst ermöglicht hat.
Jutta Boltenstern und Werner Ritter treffen sich Mitte Juni im Rosengarten von Schloss Benrath. Die beiden sind seit einem halben Jahr ein Paar. Vor ihren Eltern haben sie diese Liebe noch geheim gehalten. Werner erzählt ihr, dass er vielleicht im nächsten Jahr zum Kommissar vorgeschlagen wird und die beiden dann heiraten können. Und Jutta bringt die frohe Kunde, dass die Probezeit ihres Volontariats nächstes Jahr auch endet und sie dann eine richtige Journalistin sei. Sie rechnen sich aus, dass sie damit zusammen DM 1.450,- verdienen werden und damit einen Hausstand gründen können. Werner hat Angst vor Juttas Vater, „Onkel Alf“, und davor, dass dieser ihm seine Zukunft zerstören könnte. Dann erzählt er Jutta von den neuen Erkenntnissen über LSD, seine Geschichte und die Rauschzustände, die davon hervorgerufen werden. Vor allem in den USA hätte man da mit ca. 100.000 LSD-Süchtigen schon seine Erfahrungen gemacht. Werner hat fleißig recherchiert und vor allem die kriminalistischen Effekte dieser neuen Wunder- und Wahnsinnsdroge herausgefunden. Es sei das stärkste persönlichkeitsverändernde Rauschgift, was überhaupt bekannt ist. Mit 100 Mikrogramm könnte man einen Menschen neun Stunden lang wahnsinnig machen. Jutta entgegnet, dass diese Droge niemals bis Deutschland kommen würde und Werner entgegnet, dass sie es schon bis Paris geschafft hätte. Er habe böse Visionen, denn in der dt. Wohlstandsgesellschaft würde LSD neben Striptease wie eine Bombe einschlagen.
In England und Frankreich würde man LSD in kleine Löschpapierstreifen aufsaugen, die man dann in Gläser hängt. Für ihn mache dies alles Sinn. Löschpapier im Hause Huilsmann, alle Gäste leiden unter Erinnerungslücken und Boltenstern kam drei Tage vor der Party in Düsseldorf aus Paris zurück.
Dann küssen sie sich und werden von Konrad Ritter, seinem Vater, ertappt. Der ältere Mann ist mit der Wahl seines Sohnes durchaus einverstanden und erhofft sich in Jutta, die er auch von Kindesbeinen an kennt, eine vernünftige Schwiegertochter.
Am gleichen Abend besucht Alf Boltenstern Petra Erlanger und bringt ihr einen großen Blumenstrauß mit. Die einsame Witwe freut sich sehr darüber. Boltenstern, ebenfalls Witwer, stellt fest, dass Petra für Richard nur eine gefühllose „Kalenderliebe“ war und dass diese begehrenswerte Frau niemals echte Leidenschaft kennengelernt hat. Er macht ihr den Vorschlag auszureiten. Das würde jede Art von Depressionen vertreiben.
Ende Juni nimmt man Schreibert den Kopfverband ab. Die entstellte Fratze seines einstmaligen Gesichtes ist furchtbar. Niemand traut sich, dem Patienten die Wahrheit zu sagen. Sie wollen zunächst mit der Hauttransplantation beginnen.
Doch eines Tages erkennt Schreibert sein Gesicht in einem Esslöffel und brüllt seinen Hass gegen Boltenstern heraus, der an der ganzen Katastrophe schuld hatte. Er verlangt sofort nach Boltenstern für eine Unterredung unter vier Augen, der wenig später ins Krankenhaus kommt. Boltenstern verspricht ihm, dass plastische Chirurgie das wieder hinbekommen würde. Er verharmlost die Situation, dass „die paar Narben ja wohl nicht so schlimm seien“. Er stellt seinem entstellten Kameraden in Aussicht, mit ihm Urlaub in den bayerischen Alpen zu machen und danach im August zum großen BdD-Treffen nach Nürnberg. Schreibert zwingt Boltenstern dazu, ihn den Spiegel zu geben, damit er das volle Ausmaß der Zerstörung zu sehen bekommt. Boltenstern wird nervös. Er befürchtet, dass Schreibert jetzt jeden Moment bekannt geben könnte, dass sie die Teufelsdroge LSD eingenommen hatten. Schreibert will der Polizei alles erzählen. Boltenstern sagt, dass er bald Petra heiraten werde und Schreibert mithilfe ihres Reichtums damit die teuersten und kompliziertesten Gesichtsoperationen in den USA ermöglichen könnte. Schreibert wird jetzt klar, dass er auch Boltensterns Leben in der Hand hat.
Es kommt zu einer Anhörung zwischen Oberstaatsanwalt Dr. Breuninghaus und Kriminalrat Dr. Lummer. Letzterer konfrontiert den Oberstaatsanwalt mit Fakten über experimentelle Psychosen, Pharmako-Psychologie und wissenschaftlichen Abhandlungen über Verbrechen, begangen im LSD-Rausch. Dr. Lummer dringt auf eine Wiederaufnahme der Ermittlungen wegen neuer Erkenntnisse. Der Oberstaatsanwalt hat keine andere Möglichkeit, als dem Folge zu leisten und informiert seinen Freund Konrad Ritter darüber.
Die Geldaristokratie Düsseldorf genießt ihr feudales Leben in der ländlich-schönen Umgebung der Großstadt auf ihren Reitgütern, Tennisclubs und anderen elitären Einrichtungen, fernab von Wirtschaftskrisen und den Sorgen des einfachen Volkes.
Alf Boltenstern holt Petra Erlanger ab und verbringt mit ihr einen Tag auf dem Reitgut seines Freundes Hauptmann a. D. Müllenberg. Auf diesem Reitstall haben Erlanger und Boltenstern ihre Pferde aufgestallt, ihre Freunde Huilsmann auf dem Nebenstall „Haus Haberkamp“. Dabei begegnet Jutta ihren Vater Alf. Sie ist irritiert, dass er mit „Tante Petra“ ausgeht. Alf ahnt, dass seine Tochter ein Rendez-vous mit Werner Ritter hat und ist insgeheim auch mit ihrer Wahl zufrieden, da er seinen neuen Schwiegersohn dann besser kontrollieren kann. Wenn er dann auch noch Petra erobert und heiratet, dann würde sein Plan aufgehen.
Petra blüht durch den Ausritt auf. Boltenstern konfrontiert sie damit, dass sie Richard nie richtig geliebt habe. Sie weist dies entschieden zurück, sagt aber, dass sie von seinen vielen Eskapaden und Seitensprüngen durchaus Bescheid wusste. Alf gesteht ihr seine Liebe und küsst sie, doch die Witwe ist nach erst kurzer Trauerzeit dafür noch nicht bereit. Sie bittet ihn, aus Respekt Richard gegenüber, noch ein Jahr zu warten.
Werner und Jutta haben ihr Rendez-vous. Sie erzählt ihrem Freund, dass sich ihr Vater mit Tante Petra trifft. Die beiden gehen in einer Waldhüterhütte, welches schon seit Wochen ihr „Liebesnest“ ist. Jutta will ihrem Vater diese Weihnachten als Überraschung offenbaren, dass sie Werner heiraten wird. Werner hat kein gutes Gefühl dabei, da ihm die Staatsanwalt jetzt grünes Licht bei seinen weiteren Ermittlungsarbeiten gegeben hat und er gegen seinen Onkel und zukünftigen Schwiegervater Alf ermitteln muss.
Als die beiden sich verabschieden wollen, knallt ein Schuss und Jutta fällt von ihrem Pferd. So verdreckt kann sie unmöglich zur Chefkonferenz ihrer Zeitung. Sie muss ihre Kleider ausziehen, waschen und vor dem Kamin in der Hütte trocknen.
In diesem Moment überrascht Alf die beiden jungen Leute. Er ist empört, dass er seine Tochter unzüchtig und halbnackt vorfindet. Bevor es jedoch zur Eskalation kommt, gesteht ihm Jutta, dass sie Werner heiraten will. Er bestellt Werner am Sonntagvormittag zu einer Unterredung, um diese Sache ehrenhaft unter Männern zu regeln.
Jutta klagt die verlogene Doppelmoral ihres Vaters an. Sie konfrontiert ihn damit, dass er mit seinen Freunden heimlich Orgien mit Prostituierten feiert. Als Beweis gäbe es geheime Fotos von Huilsmann, die alle Beteiligten nackt bei sexuellen Handlungen zeigen würden. Alf will seiner Tochter jedoch keine Rechenschaft über seine Privatangelegenheiten geben. Dann schlägt Boltenstern seine Tochter, um seine Autorität wiederherzustellen. Doch damit hat er sie gegen sich aufgebracht. Alf ist geschockt. Er befürchtet, dass Huilsmann womöglich auch versteckte Fotos von der Mordnacht gemacht hat.
Boltenstern stürmt zu Huilsmann und verlangt von ihm die Herausgabe der Filme und Fotos von den versteckten Kameras. Boltenstern wird handgreiflich und bedauert, dass sie Huilsmann damals nicht vor einen T-34 geworfen hatten. Die beiden kämpfen eine Weile. Alf bedroht Toni, dass er den anderen von den Fotos erzählen werde und die würden ihn dafür mit Sicherheit totschlagen. Toni hätte das LSD ganz bewusst mit einer so hohen Dosierung eingesetzt, damit all diese schlimmen Dinge passieren.
Huilsman zückt zur Selbstverteidigung eine Pistole und sagt, dass er sowieso der Erfolgreichste sein und sie alle nicht nötig habe. Er habe Ritter ein zinsloses Darlehen von DM 20.000,- gewährt, Schreibert ein Haus zum Vorzugspreis und Boltenstern im Jahr 1960 DM 50.000,- geliehen und dafür nie eine Gegenleistung erwartet. Boltenstern ist von der gemeinen Charakterlosigkeit seines ehemaligen tief bestürzt. Huilsmann bietet seinem Freund zur falschen Versöhnung Essen und Drinks an. Boltenstern geht zum Schein darauf ein und nutzt diese Zeit, indem er Huilsmann ein mit LSD getränktes Stanniolpapier in sein Whiskeyglas mischt. Der Hausbesitzer bemerkt das jedoch nicht, da der Whiskey angeblich Cherrylikör enthalte.
Nach etwa zehn Minuten tritt die Wirkung ein. Huilsmann bekommt starke Halluzinationen, so zum Beispiel eine Begegnung mit der nackten Tochter der Venus.
Else hatte die ganze Szene heimlich im Barockschrank mitbekommen. Sie kommt heraus und tut so, als ob sie ihrem Hausherren das Abendessen servieren soll. Huilsmann hält sie für die Tochter der Venus, packt sie und vergewaltigt sie im Schlafzimmer.
Währenddessen sucht Bolstenstern vergeblich nach den versteckten Kameras. Bei Elses Vergewaltigung schreitet er nicht ein. Das Schicksal einer kleinen Hausangestellten ist ihm egal. Unverrichteter Dinge fährt er davon.
Huilsmann erwacht am nächsten Morgen mit starker Übelkeit. Neben ihm liegt die nackte Else in seinem Bett, die von Hämatomen und Bisswunden übersät ist.
Jutta Boltenstern holt ihren Werner am Tag darauf vom Polizeipräsidium zum Mittagessen ab. Werner hat ein schlechtes Gewissen gegenüber „Onkel Alf“. Er kann nicht um die Tochter eines Mannes anhalten, gegen den er ermittelt. Zuvor hatte Werner eine heftige Auseinandersetzung mit seinem Vater gehabt, als er ihn damit konfrontierte, dass sie alle LSD konsumiert hätten.
Werner will mit Jutta in die örtliche Landesheilanstalt, um dort die Auswirkung von LSD an lebenden Personen studieren zu können. Außerdem will er ihre Liebe und Loyalität zu ihm auf die Probe stellen.
Zur selben Zeit irrt Huilsmann auf der Suche nach LSD durch Düsseldorf. Er klappert dabei den Rotlichtbezirk und die Halbwelt ab. Die Edelprostituierte Marlies kann ihm schließlich eine Adresse geben. Doch der Chemiker ist auf Borkum im Urlaub. Huilsmann will daher nach Paris, um sich LSD zu besorgen. Er benötigt den Stoff für seine Rachepläne gegenüber Boltenstern.
Jutta und Werner kommen in der Landesheilanstalt für Nervenkranke an und werden dort von Oberarzt Dozent Dr. Laurenz empfangen. Dr. Laurenz ist im Aufsichtsrat der Wollhagen-Werke. Der Arzt macht mit den beiden einen Rundgang und zeigt ihnen zwei Fälle von Spaltungsirresein. Darunter auch Dr. Jörg Morgans, Chemiker und LSD-Opfer. Er hält sich jetzt für Alexander den Großen. Der Nervenarzt bestätigt Werner, dass in einem LSD-Rausch auch Mord durchaus möglich sei. Morgans leidet unter starken Wahnvorstellungen. Sein Zustand ist unheilbar. Werner hat Jutta damit demonstriert, wozu LSD in der Lage ist, nämlich einen Menschen in eine völlig andere Person zu verwandeln. Dann eröffnet er ihr, dass ihr Vater und seine Freunde LSD einnehmen. Daher könne er, solange der Fall Erlanger nicht abgeschlossen ist, nicht um ihre Hand anhalten. Jutta kann es kaum glauben, dass ihr Vater mit diesen schmutzigen Dingen verwickelt werden soll.
Konrad Ritter zieht sich seinen militärisch korrekten Sonntagsanzug an und ist bereit dafür, dass sein Sohn um die Hand von Jutta Boltenstern anhält. Er geht allein zu Boltenstern als Stellvertreter seines Sohnes und will die Hochzeit absagen. Die Männer sind sich im Prinzip einig, dass die Vereinigung der Boltensterns mit den Ritters ein neues Geschlecht echten Deutschtums hervorbringen würde. Doch die Tatsache, dass der Junior gegen sie alle ermittelt, macht dies zunichte. Boltenstern verneint Ritters Frage, ob sie die Droge konsumiert hätten. Er kontert damit, dass sein Sohn die Ehre seiner Tochter befleckt hätte und er Ritter Junior ab sofort den Umgang mit ihr verbietet. Und dennoch soll die Freundschaft der Älteren nicht darunter leiden. Ritter rät ihm, dass er mit Petra verreisen sollte.
Herrmann Schreibert darf das Krankenhaus verlassen, da sie dort nicht mehr für ihn tun können.
Mittlerweile hat er seinen Buchhalter angewiesen, Madeleine Saché nicht mehr auszuzahlen. Erzürnt stürmt sie in das Krankenzimmer und fühlt nur noch Schock und Ekel gegenüber diesem Menschen ohne Gesicht. Sie fällt in Ohnmacht. Schreibert hat dank Boltenstern einen Platz bei Dr. Hellerau in Obersdorf bekommen, dem besten Gesichtschirurgen Deutschlands.
Dann fliegt er mit einer täuschend echten Gummimaske nach München. Das Sanatorium Oberstdorf ist ein schlossähnliches Gebäude für reiche Privatpatienten.
Huilsmann reist nach Paris. Mit Else verbindet ihn mittlerweile seit dem „Venusrausch“ eine Art Hassliebe. Anstatt ihre Anstellung fluchtartig zu verlassen, ist sie dennoch bei ihm geblieben. In einem Maleratelier im Quartier Latin wird Huilsmann auf seiner Suche nach LSD endlich fündig. Für 1.000 Franc bekommt er seinen Stoff. Es sind zehn mit LSD versetzte Zuckerstücke, die mit 100 Mikrogramm dosiert sind. In der Mordnacht lag sie nur bei 80 μg. Eine sehr gefährliche Dosis selbst für fortgeschrittene Abhängige. Zurück im Düsseldorfer Flughafen deklariert Toni die Droge für harmlosen Zucker. Da LSD in Deutschland kaum bekannt ist, kommt er damit durch. In seiner Villa verschließt er sie im Panzerschrank. Da er das Rauschgift ungeprüft gekauft hat, testet er die Wirkung an Else aus. Die Wirkung ist furchtbar. Else bekommt einen Anfall und demoliert die Küche. In ihrem Wahn hält sie sich für eine afrikanische Priesterin, die sich unbedingt mit Toni vereinigen muss, doch der hat seine Schlafzimmertür verriegelt und wartet ab, bis sich die besessene Furie wieder entfernt.
Am nächsten Tag wacht Toni um die Mittagszeit auf. Werner Ritter ruft ihn an und bestellt ihn ins Präsidium. Sie zeigen ihm das Bild einer Wasserleiche aus dem Rhein südlich von Oberkassel. Es ist Else Lechenmaier. Huilsmann hat schreckliche Gewissensbisse, dass die Dosierung, die er seiner Haushälterin verabreicht hat, viel zu hoch ist. Die Polizei verhört Toni, fragen ob sie depressiv gewesen sei und ob er ein Verhältnis mit ihr gehabt hatte („Was Hausmannskost nicht ausschließt!“ Dr. Lummer winkte väterlich ab. „Nach Poularde und Trüffeln einmal eine deftige Erbsensuppe … das schmeckt immer!“). Da wird der erste Obduktionsbefund bekannt gegeben. Else Lechmaier ist im Rhein ertrunken und es kann kein LSD in ihrem Blut nachgewiesen werden. Allerdings würden ihr zwei Schneidezähne fehlen. Huilsmann tut harmlos und fragt nach, was LSD sei. Ritter Junior führt ihn auf die falsche Spur und behauptet, es sei ein chemischer Stoff, der sich in den Lungen bildet, wenn die Person schon vorher tot war, bevor sie ins Wasser geworfen wurde.
Irritiert verlässt Huilsmann das Revier. Er plant Urlaub an der Côte d’Azur im mondänen Saint-Tropez zu machen. Dort erwarten ihn viel Dolce Vita, Luxus und käufliche attraktive Mädchen, denen der Moralbegriff völlig fremd ist. Um die Leiche von Else, die außer einer halbblinden Tante keine Verwandten hat, kümmert er sich nicht weiter. Für ihn ist die Geschichte erledigt.
Auch Alf Boltenstern und Petra Erlanger haben Urlaubspläne. Alf sucht bei der Frau Trost, da ihm seine erwachsene Tochter entglitten ist. Sie wollen für vier Wochen nach Rhodos, auf die Roseninsel, reisen, um dort in mediterraner Atmosphäre die Alltagsprobleme in Düsseldorf zu vergessen. Petra hat keine guten Erinnerungen an Rhodos, da ihr verstorbener Mann dort unzählige Sexabenteuer mit Zimmermädchen und vielen anderen Frauen hatte und sie seinerzeit sehr darunter gelitten hatte. Doch Alf verspricht ihr, ein ganz anderes Rhodos zu zeigen und sie willigt ein. Seine Tochter ist über die spontanen Reisepläne überrascht.
Schreibert befindet sich in der abgeschiedenen „Bergwald-Klinik“ und wird von Dr. Hellerau empfangen. Es ist eine entspannte und fröhliche Atmosphäre. Die Patienten entspannen im Swimming Pool, anstatt ihr entstelltes Gesicht zu verstecken. Dort bekommt er als Erstes eine neue und sehr ästhetische Gesichtsmaske. Schreibert bekommt einen Wutanfall. Sein Hass gegenüber Boltenstern, der ihm das alles angetan hat, ist nach wie vor unerträglich. Er will wieder Mensch sein und keine Maske. Dann beruhigt er sich wieder und sucht eine Passende aus.
Beim Abendessen in stilvollem Ambiente wird Schreibert den anderen Patienten bekannt gemacht. Er lernt sogar ein attraktives, junges Mädchen, welches die Gesichtsmaske einer venezianischen Madonna trägt, kennen und tanzt mit ihr eng umschlungen. Sie stellt sich als Corinna Colman vor. Ihr Schicksal ähnelt das von Hermann. Auch sie hatte auf dem Weg nach Cannes einen schlimmen Autounfall.
Am nächsten Tag vergnügt es sich mit Corinna im Swimming Pool. Sie flirten heftig miteinander und sie verrät ihm ihre Zimmernummer. Bei 37 °C Raumtemperatur fallen die beiden übereinander her.
Werner Ritter ist auf Dienstreise und begleitet einen Raubmörder auf seinen Tatorten von Ostfriesland bis in den Bayerischen Wald. Währenddessen ist Jutta im Ruhrgebiet auf Reportage unterwegs. In Essen erhält sie die Einladung zu einer Party. Im Cocktailkleid begibt sie sich auf die Feier, an der Essener Stahldirektoren und schwedische Importeure sich amüsieren wollen. Sie macht sich zu Recherchezwecken aufreizend wie eine „Nutte“ zurecht. Gastgeber ist ein Schwerindustrieller, der diese Feierlichkeit auf seiner Villa am vornehmen Essener Stadtrand stattfinden lässt, während seine Frau sich auf Mallorca mit spanischen Fischerjungen vergnügt. Die Party bleibt nur am Anfang formal und gezwungen. Sehr bald lassen die Gäste ihre Hüllen fallen, als die Prostituierten erscheinen. Jutta unterhält sich mit einer Frau aus dem Horizontalgewerbe. Sie heißt „rote Mary“ und erzählt von Drogenexzessen, die sie einmal auf einer dieser Veranstaltungen in Düsseldorf mitmachen musste. Jutta weiß sofort, dass es sich nur um die Huilsmann-Parties handeln kann. Die Party verwandelt sich in eine ekelhafte Sexorgie, bei der attraktive Prostituierte Sex mit hässlichen und übergewichtigen älteren Herren haben müssen. Alles in ihren Berufen honorable Männer, die sich hier wie die letzten Schweine benehmen. Die „rote Mary“ erzählt Jutta auf der Toilette wie der Mann ausgesehen hat, der das LSD mitgebracht hat. Jutta weiß sofort, dass es sich nur um ihren Vater handeln kann. Sie ist zutiefst bestürzt und muss sofort nach Hause.
Alf Boltenstern und Petra Erlanger genießen ihren paradiesischen Urlaub auf Rhodos im „Hotel Odysseus“. Alf hat sie als Herr und Frau Boltenstern angemeldet. Die beiden müssen sich ein Ehebett teilen. Petra ist abgestoßen und angezogen von Alfs Skrupellosigkeit, doch im Vergleich zu Richard ist Alf für sie nur ein Durchschnittsmensch. Das verletzt ihn tief. Eines Nachts vergewaltigt er sie.
Am nächsten Morgen triumphiert er. Über den verstorbenen Richard und seine Frau. Er hat sie unterworfen und ihren kalten Panzer durchbrochen.
Boltenstern macht Bekanntschaft mit einem gewissen Larensius, der ihm zu seiner ungewöhnlich attraktiven Ehefrau gratuliert. Er möchte ihn mit dem Ehepaar Sellwaldt aus Hamburg bekannt machen und mit ihnen gemeinsame Unternehmungen durchführen. Dabei betont er die körperlichen Vorzüge seiner Frau und von Lucie Sellwaldt, einer ehemaligen Schauspielerin. Es ist eine Einladung zum Gruppensex, die Boltenstern zunächst empört ablehnt. Er möchte Larensius für dieses „schweinische Angebot“ am liebsten eine Ohrfeige verpassen.
Zwei Tage später ziehen die Boltensterns aus dem Hotel aus und wechseln in eine angemietete Villa inmitten wilder Weinhänge.
Jutta ist noch immer schwer schockiert über die „Sitzungen“ ihres Vaters. Über die Sucht nach käuflicher Liebe. Seine Verlogenheit und Doppelmoral haben sie schwer verletzt. Damit hat er sich in seinem Ansehen selbst demontiert. Sie hat jetzt den Beweis dafür, dass ihr Vater das LSD in die Gläser getan hat und weiß auch, dass er bei weiteren polizeilichen Ermittlungen keine Chance hat, noch einmal davonzukommen. Diese Tatsache stürzt sie in schlimmste Gewissenskonflikte. Trotz allem fühlt sie immer noch die kindliche Liebe einer Tochter.
Jutta und Werner treffen sich. Sie wollen heiraten, sobald Juttas Vater wieder da ist und verbringen eine Liebesnacht.
In der „Bergwald-Klinik“ hat Corinna Colman einen Selbstmordversuch verübt. Schon zwölf Male hätte sich vergeblich versucht, sich zu erhängen. So reagiert sie immer, wenn sie verliebt ist. Einer der nordländischen Maskenpatienten kommt auf Schreibert zu und erklärt ihm, dass Corinna mit jedem Neuankömmling ins Bett geht. Mittlerweile hat sie mit jedem Mann aus der Klinik geschlafen. Der Nordländer bekennt, dass er der vorletzte Geliebte Corinnas war und sie tatsächlich geliebt hat. Er verlangt nach Satisfaktion und nach einem Duell unter Männern, um die Ehre wiederherzustellen. Jedoch nicht mit Waffen. Corinna soll beiden die Masken herunterreißen und dann entscheiden, mit wem sie zusammenbleiben möchte. Der Hässlichste von beiden soll gewinnen.
Vier Tage später findet das absurde Duell statt. Corinna genießt es, dass die beiden um sie kämpfen. Auf ein Signal hin ziehen beide die Masken ab. Sie ist beeindruckt aber nicht abgestoßen von Hermanns Hässlichkeit. Der Nordländer gewinnt, da sein Gesicht noch enstellter ist, als das seines Rivalen. Es ist ein unförmiges Narbengebirge und sieht aus wie eine höllische Vision aus einem LSD-Wahn. Corinnas Liebe scheint eine Handelsware zu sein, die man ersteigern kann. Für Schreibert eine ungeheuerliche Demütigung. Er ist am Boden zerstört. Als er sie bei einer anderen Gelegenheit trifft, wirft sie ihm an den Kopf, dass er nicht gekämpft und wie ein echter Mann seinen Rivalen getötet hat. Hermann schreibt einen Brief an Alf Boltenstern, in dem er nach drei Streifen „Löschpapier“ verlangt. Dieser Brief wird bis nach Rhodos nachgesendet, doch er braucht zu lange, um seinen Adressaten zu erreichen.
Major Ritter besucht Schreibert in der „Bergwald-Klinik“. Er will ihn im August unbedingt mit zum BdD-Veteranentreffen in Nürnberg nehmen. Ritter erkennt seinen alten Kameraden in der Gummimaske zunächst nicht. Schreibert hat sein Interesse an den alten Militaristentreffen weitgehend verloren.
Toni Huilsmann empfindet Gewissensbisse, dass er Else für sein LSD-Experiment geopfert hat. Sie tut ihm nicht als Mensch keineswegs leid, sondern nur, dass ihr Tod unnötig war. Leere hat sich in ihm breit gemacht. Toni ist mit Prostituierten völlig übersättigt. Einerlei ob sie aus Los Angeles, Rom, Rio de Janeiro oder von den Bahamas kommen – ein Frauenkörper unterscheidet sich nicht grundsätzlich. Sie können seine Einsamkeit nicht lindern, er bekommt einen Wutanfall und prügelt sie mit einer Kamelpeitsche aus dem Haus. Er sehnt sich nach der LSD-Wunderwelt zurück und nimmt ein halbes Stück Zucker mit Sekt. Für ihn ist der Drogenrausch immer intensiver als die wildeste sexuelle Lust. Vor dem Spiegel beobachtet er die Veränderungen, die das Rauschgift mit ihm verursacht. Dieses Mal ist es die Reise in eine violette Hölle. Er wiederholt das Rauscherlebnis noch mehrere Male und reist mit fünf Stück LSD-Zucker nach Saint-Tropez.
Bei den Boltensterns auf Rhodos verwandeln sich die Nächte in sexuelle Ekstase. Es ist keine Liebe, sondern nur Begierde, von der Petra jede Nacht ergriffen wird. Tagsüber bräunt sich Petra nackt im Weingarten und nachts wird sie zur Messalina. Boltenstern bekommt Angst vor ihrer Unersättlichkeit, das ganze Verhältnis hat sich gedreht und er beginnt den toten Richard für seine elfjährige Ehe zu bedauern. Er belässt sie in ihrem Glauben, dass er ihr Sklave sei. Zumindest bis zur Hochzeit. Petra beginnt ihn wie einen Laufjungen herumzukommandieren und zu demütigen. „Nur wirkliche Ebenmäßigkeit hat das Recht, sich der Sonne zu zeigen! Sieh dich an, geh vor einen Spiegel … findest du dich schön? Du bekommst einen Bauch, auf deinen Hüften liegt Speck, die Haare auf deiner Brust werden grau, deine Schenkel wirken weibisch ...“
Die beiden kämpfen miteinander und Petra verletzt ihn mit Bissen, Tritten und Schlägen. Aus Boltensterns Liebe wird Hass. Für ihn ist sie nur noch eine Hexe. Nachts verwandelt sie sich wieder in eine Furie und fleht ihn an, sie zum Höhepunkt zu bringen. Er will sich an ihr rächen und unternimmt eine Bergwanderung mit ihr. Vor einer Steilküste fordert sie ihn auf, sie hinunterzustoßen. Er will sie nach wie vor heiraten, obwohl sie nur ihren eigenen Willen toleriert. Petra gibt zu, dass sie eine Sadistin ist und Spaß daran hat, andere Menschen zu quälen. Sie beichtet ihm, dass Richard sie nach zwei Jahren Ehe gepackt und brutal zusammengeschlagen hat. Um sie zu zähmen und zu unterwerfen. Seit jener Nacht hatte er sie nie wieder angerührt, sondern nur noch mit anderen Frauen geschlafen. Boltenstern rechnet sich dennoch aus, Petra mit LSD zähmen zu können. Ein Gewitter zieht auf. Boltenstern läuft allein den Berg hinab. Petra hat panische Angst. Als sie um Hilfe schreit, hilft er ihr nicht. Er genießt ihr Leiden. Ihre Todesangst ist Musik in seinen Ohren.
Ganz im Gegensatz dazu erleben Jutta und Werner eine sehr harmonische Beziehung. Konrad Ritters Segen haben sie. Zum Schein lügt Werner ihn an, dass sie nicht weiter ermitteln würden, da sich keine neuen Verdachtsmomente ergeben hätten.
Werner zeigt Jutta ein Experiment. Wie eine mit LSD gefütterte Hauskatze Angst vor einer winzigen Maus bekommt. Es zeigt, wie sehr LSD den Charakter verändert und Abgründe hervorholen kann.
Am nächsten Tag sucht Jutta die „rote Mary“ in der Dortmunder Bahnhofsgegend auf. Sie bietet ihr DM 3.000,-, damit sie verschwindet. Falls nicht, droht sie ihr, sie verprügeln zu lassen. Sie einigen sich darauf, dass die Prostituierte am nächsten Morgen das Land verlässt. Sie fährt an die Französische Riviera nach St.-Tropez, in die Welt der Playboys und Filmsternchen, wo sie schon immer hinwollte. An der Mittelmeerküste hat sie sofort umwerfenden Erfolg. Sie trifft Toni in der Bar „Carmichel“ und erzählt ihm, dass die Polizei sie wegen der Party auch verhört hat. Sie erpresst ihn wegen ihrer Mitwisserschaft auf der Drogenparty um DM 10.000,-. Sie bräuchte das Geld als Startkapital für ihren Neuanfang in Südfrankreich. Die „rote Mary aus dem Ruhrpott“ entwickelt sich zu einer echten Gefahr für Huilsmann, da zu befürchten ist, dass sie von ihm eine lebenslange Rente als Schweigegeld fordern wird. Huilsmann bietet ihr eine Unterkunft an und verspricht ihr das Geld später zu geben.
Unruhig streunert Huilsmann durch die heiße Sommernacht. Obwohl er Atheist ist, sucht er eine kleine Fischerdorfkirche auf. Vor dem Bildnis von Jesus Christus beichtet er sein Leben, welches er der Dummheit der anderen verdankt, die sich von ihm Häuser bauen und nach Strich und Faden betrügen ließen. Für ihn ist das Leben ein einziges „Kaufhaus“, in dem es keine Wünsche mehr gibt, die man sich nicht mit Geld erfüllen könnte. Er beichtet auch, dass er einen Menschen töten werde.
Zurück im Zimmer liegt die „rote Mary“ nackt im Bett.
Boltenstern holt Petra aus der Felsenhöhle zurück, in die sie sich während des Gewitters geflüchtet hat. Er zwingt sie, sich auszuziehen und die 300 Meter zu ihrer Villa nackt zurückzulegen. Auf einmal schämt sich Petra für ihre Nacktheit und fühlt sich erniedrigt. Dort angekommen, schlägt und vergewaltigt er sie. Petra bekommt Halluzinationen und ist dem Wahnsinn nah. Es sind nur winzige Mengen LSD, die ihr Boltenstern verabreicht. Er will bei ihr eine dauerhafte Psychose auslösen. Dann könne er sie heiraten und sich endlich der Wollhagen-Werke bemächtigen.
Plötzlich taucht Jutta völlig überraschend auf Rhodos auf und ertappt die braungebrannte Petra, wie sie nackt Rosen schneidet. Boltenstern freut sich über den Besuch seiner Tochter. Sie erzählt ihm, dass sie sehr bald Werner heiraten wird, was ihn noch mehr freut.
Werner und Konrad Ritter sitzen daheim auf dem Sofa zusammen. Konrad ist voller Vorfreude auf das große Kameradentreffen in Nürnberg. Er nimmt seinen Sohn auf eine Sitzung des BdD-Festausschusses in der Wirtschaft „Onkel Theodor“ mit. Werner hasst diese Atmosphäre, die Reichskriegsflagge und viele andere Reliquien aus der Zeit des Nationalsozialismus. Die Veteranen nehmen Haltung an, als der Divisionskommandeur, General von Rendshoff, Träger des Ritterkreuz mit Eichenlaub und Schwertern den Raum betritt. Werner benimmt sich respektlos und steckt sich unerlaubterweise eine Zigarette an. Für seinen Vater eine fürchterliche Schmach. Werner Ritter langweilt sich zu Tode. Er kann die Erzählungen von der Doppelschlacht bei Wjasma und Brjansk, den umkämpfte Brückenkopf am Bug, wo General v. Rendshoff vier Tage lang mit 79 Landsern gegen eine ganze Brigade der Roten Armee kämpfte etc. nicht mehr hören und verlässt nach einer Stunde die Veranstaltung. Werner fühlt sich angeekelt, dass man angesichts von 55 Millionen Toten dieses kranke Heldentum überhaupt feiern kann.
Werner Ritter fährt ins Polizeipräsidium und trifft dort Kriminalrat Dr. Lummer. Das Sittendezernat gerade eine Razzia gemacht und 90 zwielichtige Gestalten, jugendliche „Gammler“, aufgegriffen, die sich stark danebenbenehmen, Blähungen haben, drohen, aus Protest den Flur vollzukoten und außerdem unter einem gemeinsamen LSD-Rausch leiden. Das hochgefährliche Rauschgift ist also in Düsseldorf angekommen. Einer der Gammler wird der Mordkommission vorgeführt. An den Schuhsohlen des jungen Mannes namens Bernd Haskow findet man in Stanniol gewickelte Streifen Löschpapier, die 100 μg LSD enthalten. Er gibt an, den Stoff aus England besorgt zu haben. Noch fällt LSD nicht unter das Rauschgiftgesetz. Die Einnahme ist also legal. Verbrechen, die unter dem Einfluss von LSD begangen wurden, stehen strafrechtlich unter dem Schutz des § 51 Absatz 1 – Unzurechnungsfähigkeit.
Schreibert leidet, da der Nordländer im Besitz seiner Beute Corinna ist. Um sich abzulenken, flirtet Schreibert mit einer anderen Frau, findet jedoch keinen Trost darin. Eines Nachts erscheint Corinna in Schreiberts Zimmer. Sie lässt es nicht zu, dass er andere Frauen liebt und kriecht in sein Bett. Auf einmal gesteht sie ihm ihre Liebe und fragt ihn, ob er sie heiraten will.
Am nächsten Tag brennt es im Zimmer von Hermann Schreibert. Brandursache ist angeblich eine im Bett gerauchte Zigarette. Schreibert kann nach Beatmung und Herzmassage gerettet werden. Doch dann stellt sich heraus, dass es ein Mordversuch war. Jemand hat ihn bewusstlos geschlagen und dann das Zimmer angezündet.
Werner Ritter landet auf Rhodos. Boltenstern ist noch in der Villa, nur die beiden Frauen sind zum Küstenort Kremasti gefahren, wo man Antiquitäten von Ausgrabungen erwerben konnte. Werner verliert keine Zeit, sondern zeigt seinem Stiefvater in spe sofort das Stanniolpapier. Doch dieser leugnet immer noch hartnäckig jede Beteiligung. Der Polizeibeamte eröffnet dem spöttischen und sarkastischen Verdächtigen, dass ein in LSD getränkter Löschpapierstreifen auch in der Huilsmann-Villa gefunden wurde und dass einer von den Vieren ein Mörder ist. Werner ist dankbar, dass Jutta jetzt nicht anwesend ist und möchte auf gar keinen Fall, dass sie davon erfährt. Dem Polizisten wird klar, dass Boltenstern der Einzige ist, der jetzt noch eine Aussage über die Geschehnisse in der Mordnacht machen könnte. Zwischen den beiden herrscht jetzt offene Feindschaft. Für Boltenstern ist Huilsmann jetzt das schwächste Glied. Er ist ängstlich und weichlich und würde bei entsprechendem Druck schnell zusammenbrechen. Boltenstern rechnet sich seine Zeitchancen aus und versucht verbissen Toni per Ferngespräch zu erreichen. Er würde jetzt die ganze Nacht nutzen, um Spuren, soweit noch nicht geschehen, zu verwischen.
Am Abend kehren Jutta und Petra zurück. Sie haben einen griechischen Jünglingskopf als Andenken gekauft. Ansonsten wartet Boltenstern bis 3 Uhr morgens auf einen Rückruf aus Deutschland. Dann ruft er Konrad Ritter an. Von ihm erfährt er, dass sich Toni in Südfrankreich aufhält und Werner vermutlich auf dem Weg zu ihm ist. Ritter fürchtet, ihm nicht mehr helfen zu können. Am nächsten Tag fliegen die Griechenland-Urlauber nach Deutschland zurück.
Währenddessen lädt Generaldirektor Dr. Siegmund Hollwäg von der Mittelrheinischen Stahl- und Walzunion zu einem Sommerfest auf den Rheinwiesen bei Duisburg ein. Trotz Entlassung von 6.000 Arbeitern und bevorstehender Kurzarbeit, lassen sich die Honoratioren das Feiern nicht verbieten. Boltenstern, Major Ritter, Dr. Breuninghaus, Petra Erlanger und viele Bekannte aus Reit-, Jagd- und Tennisclubs sind ebenso eingeladen. Es kommt beim Whisky zu Männergesprächen. Werner Ritter wird zum Kommissar befördert und an eine Dienststelle nach Emmerich versetzt.
Scheibert verweigert in der „Bergwald-Klinik“ ein Gespräch mit Werner Ritter. Da es privater Natur ist, gibt es auch keine Handhabe ihn dazu zu zwingen. Der weite Arm von Boltenstern ist für Werner überall spürbar. Werners alter Chef Dr. Lummer verspricht dem jungen Kommissar allerdings, dass er selber weiter verdeckt ermitteln und neue Erkenntnisse an Werners neue Dienststelle am Niederrhein weitergeben werde.
Toni und die „rote Mary“ unternehmen eine Bootsfahrt auf dem Mittelmeer. Sie fühlt sich am Ziel ihrer Wünsche angelangt und kommt sich wie im Märchen vor. Sie, ein einfaches Mädchen aus dem „Ruhrpott“ kannte dieses Leben nur aus den Illustrierten. Weit entfernt von der Küste schwimmt die junge Frau, die keine geübte Schwimmerin ist, im Meer. Toni nutzt diese Gelegenheit und entfernt sich mit dem Motorboot. Die „rote Mary“ wird ihrem Schicksal überlassen und ertrinkt jämmerlich.
Vier Tage später wird ihre Leiche bei Cap Camarade angeschwemmt. Sie kann nicht identifiziert werden und wird namenlos auf dem lokalen Friedhof bestattet. Die Meldung „unbekannte Frauenleiche“ ist nur eine winzige Randnotiz in den Zeitungen.
Toni Huilsmann jedoch bekommt schwere Gewissensbisse. Er beginnt wieder leichte Dosen (50 μg) LSD einzunehmen und in die violette Zauberwelt aus Flucht vor der Realität einzutauchen. Er verlässt St. Tropez und fährt nach Montmartre, Paris, da er neuen Stoff braucht. Doch der Maler, der ihn das LSD verkauft hatte, ist verschwunden. Unter den Seinebrücken findet er einen deutschen „Gammler“, der ihn erklärt, dass die Polizei jetzt verstärkt hinter dem Rauschgift her ist. Huilsmann flieht zurück nach Düsseldorf und fleht seinen alten Freund Boltenstern um Hilfe an.
Werner Ritter tritt seinen Dienst in seiner neuen Polizeidienststelle in Emmerich an. Im Gegensatz zu Düsseldorf sind kriminelle Aktivitäten in der Provinz sehr gering. In seiner alten Heimat gehen die verdeckten Ermittlungen in der Sache Erlanger allerdings weiter.
Jutta besucht ihn in Emmerich. Sie erzählt ihm, dass ihr Vater von ihr verlange, dass sie sich von Werner trennen soll. Daher möchte sie, dass auch gegen den Willen aller heiraten. Dafür verlangt sie von ihm die volle Wahrheit über ihren Vater, Alf Boltenstern. Er bringt es kaum übers Herz, ihr zu sagen, dass ihr Vater ein Verbrecher ist. Dann erzählt er ihr, dass es Mord und kein Selbstmord war und dass Alf Boltenstern der „geistige Urheber“ dieser Tat war und dass er andere Menschen im LSD-Rausch wie Marionetten dirigieren würde. Daher kann es zwischen ihm und Alf keine Versöhnung geben. Jutta entscheidet sich gegen ihren Vater und für Werner.
Einen Tag später erhält Werner einen anonymen Brief, der ihn dazu auffordert nach Südamerika zu gehen und sich dort die nächsten 20, 30 Jahre aufzuhalten. Der Polizist vermutet, dass Ritter, Schreibert oder Huilsmann dahinter stehen.
Werner Ritter macht sich auf den Weg in die „Bergwald-Klinik“, um mit Schreibert zu sprechen. Dort kommt es zu Auseinandersetzungen zwischen Schreibert und seinem Nebenbuhler, dem Nordländer. Schreibert war 1944 Regimentsmeister im Boxen und traut es sich daher zu, es mit jedem aufzunehmen. Er schlägt den Nordländer brutal zusammen. Corinna ist daher seiner Siegerbeute. Sie lässt sich wieder mit ihm ein. In einer Nacht entreißt er ihr im Kampf die Maske und ist entsetzt. Ihr Gesicht ist völlig normal und überhaupt nicht entstellt. Dr. Hellerau erzählt ihm die Geschichte der Corinna Colman. Sie ist die Tochter eines reichen französischen Industriellen. Nachdem sie Opfer einer Vergewaltigung wurde, veränderte sich auch ihr Wesen. Sie bestand nur noch aus ihrem Körper und schlief wahllos mit Männern. Ihr Vater sperrte sie daraufhin ein. Ihr zügelloser Sexualtrieb hat sie schließlich in den Wahnsinn getrieben. Als Freund der Familie hat sich Dr. Hellerau angeboten, Corinna mit Hormoninjektionen (Androgene) zu behandeln. Doch auch er als behandelnder Arzt verfiel ihr. Durch das Geld der Familie konnte Hellerau die „Bergwald-Klinik“ für Gesichtsplastik aufbauen. Für die Colmans war die Klinik allerdings so etwas wie luxuriöse Irrenanstalt für die wahnsinnige Tochter, dessen einziger Lebensinhalt die Befriedigung ihrer Libido ist.
Boltenstern besucht Schreibert. Auch Boltenstern hat einen anonymen Brief bekommen, der ihn dazu auffordert, nach Südamerika auszuwandern. Schreiber droht seinen Kameraden, dass er Werner Ritter eines Tages die Wahrheit erzählen werde. Boltenstern bietet ihm an, einen neuen Aufenthalt in einer Klinik in Bologna zu bezahlen.
Jutta hat eine Aussprache mit ihrem Vater und erzählt ihm, dass sie bei Werner war. Außerdem weiht sie ihn ein, dass sie Werner sehr bald heiraten werde. Alf gibt seiner Tochter gegenüber zu, dass sie am 21. Mai eine Orgie mit Prostituierten gefeiert hatten, aber nicht dass LSD konsumiert wurde. Jutta weiß, dass ihr Vater lügt. Damit ist das Zerwürfnis mit ihm komplett.
Toni Huilsmann bekommt durch seine Drogensucht immer größere Probleme und kommt mit der Realität nicht mehr klar. Seine Arbeit leidet darunter. Toni ist schwer abhängig und verlangt von Alf mehr Stoff. Er zeigt ihm Filmaufnahmen von ihren gemeinsamen Orgien und will Boltenstern damit erpressen. Ein Film beweist sogar, wie Boltenstern Schreibert anweist, Erlanger mit einem Seidenschal zu erwürgen. Alf ist außer sich und zerstört den Projektor. Doch das nützt nichts, da Huilsmann das Original in einem Banktresor deponiert hat und seinen Rechtsanwalt angewiesen hat, diesen bei seinem gewaltsamen Tod zu veröffentlichen. Toni will LSD und verspricht, über die Beweise Stillschweigen, wenn Alf innerhalb einer Frist von drei Tagen das Rauschgift besorgen kann.
Boltenstern fährt mit dem Nachtzug nach München, um dort Drogen einzukaufen. Ein Chemiestudent verkauft dem Ingenieur fünfzig Faltpapiere mit der lebensgefährlichen Dosis von 250 μg, die er Huilsmann aber im Glauben einer geringeren Dosierung aushändigt (Boltenstern hatte ihn belogen. Das Pulver enthielt 250 Mikrogramm LSD, genug um die Sterne vom Himmel fallen zu sehen.).
Im August wird in den Niederrheinischen Tagesnachrichten ein großer Artikel mit der Schlagzeile „Anatomie eines Schleiers“ eines gewissen Harry Muck veröffentlicht, der vor allem von den Direktoren der Großindustrie gelesen wird. In diesem Bericht, in dem von Verbrechen, Geld und falsch verstandener Kameradschaft die Rede ist, werden der Tote Richard Erlanger und sogar die Beteiligten Huilsmann, Schreibert und Boltenstern namentlich erwähnt. In dem Artikel wird eine Fortsetzung der Enthüllungsgeschichte angedroht.
Boltenstern will sich um die Sache kümmern und sich mit Harry Muck in einer anrüchigen Bar treffen. Dr. Lummer beobachtet das Geschehen im Hintergrund. Boltenstern spielt seine gesellschaftliche Überlegenheit und Machtposition aus, kann Muck jedoch die Quellen seiner Informationen nicht entlocken. Auch sein Bestechungsversuch schlägt fehl. Muck ist über den Tathergang der LSD-Nacht bestens informiert und offenbart Boltenstern, dass sich ein weiterer Artikel jetzt im Druck befindet. Boltenstern vermutet, dass Schreibert dahinter steckt.
Dr. Lummer besucht Petra Erlanger, da er ihren verstorbenen Gatten exhumieren lassen will. Sie verweigert die Einverständnis, doch die staatsanwältliche Anordnung hat Vorrang. Petra informiert Alf. Dieser versucht bei Dr. Breuninghaus seinen Einfluss geltend zu machen. Die Tatsache, dass LSD so lange Zeit nach Einnahme im Körper nicht mehr nachgewiesen werden kann, beruhigt ihn. Das Grab wird geöffnet und die Leiche mit negativem Ergebnis obduziert.
Dr. Breuninghaus zeigt Boltenstern Fotos von der Orgie, die ihm zugespielt wurden.
Boltenstern will Schreibert abholen und in eine neue Klinik nach Turin bringen. Schreibert hat ihn in der Hand und verlangt von ihm, dass Boltenstern ihm seine große Liebe Corinna zuführt. Dieser willigt ein.
Ein neuer Enthüllungsartikel erscheint, der allerdings nicht die gewünschte Wirkung erzielt.
Aus den USA kommen kriminalistische Gutachten nach Deutschland, die bezeugen, wie dort unter LSD-Rausch schwere Verbrechen begangen werden. Es wird befürchtet, dass sich der LSD-Konsum auch hier zu einer Art Volksrausch ausarten könnte. Straftaten könnten begangen werden und unter dem gesetzlichen Schutzmantel der Unzurechnungsfähigkeit nicht gesühnt werden.
Das BdD-Treffen auf dem Nürnberger Maifeld rückt näher und der „Führungsstab Divisionstreffen“ mit den finalen Maßnahmen der Planung beschäftigt. Die Behörden wollen diese jedoch verbieten, da sie an Aufmärsche aus dem 3. Reich erinnert. Unter hohen Auflagen kann er jedoch an einem anderen Standort an der Pegnitz stattfinden. Konrad Ritter ist über den Verlust des preußischen Geistes tief empört. Gegen den Willen der Behörden will Ritter unbedingt den Parademarsch zu Ehren von General v. Rendshoff im Stechschritt abhalten.
Schreibert hält sich in der Turiner Klinik auf. Corinna schreibt ihm, dass sie ihn liebt, aber will, dass er sein Gesicht zurückerhält. Ein weiterer Brief ist anonym und schildert den Tathergang in der Mordnacht. Demnach hat er seinen Freund Richard umgebracht. Dann macht er sich auf den Weg nach Deutschland, um Rache zu nehmen.
Am 29. August findet das BdD-Treffen statt. Ehemalige aus dem ganzen Land reisen an diesem sehr heißen Sommertag an. Es werden über 2.000 Personen aus allen Gesellschaftsschichten. Einen Tag später defilieren die Veteranen an General v. Rendshoff und einem 91-jährigen General (Ehrengast aus der Zeit des WK I) vorbei. Dann erscheint Schreibert völlig unerwartet und entlarvt Boltenstern. Der verabreicht ihm in einem Maßkrug Bier eine hohe Menge LSD, was dazu führt, dass er den willenlosen Schreibert dazu bringt, sich aufzuhängen. Zuvor hat ihm Boltenstern das Geständnis gemacht, dass er ihn als Werkzeug dazu benutzt hat, Richard zu töten, damit Petra für ihn frei sei. Schreiberts Leiche wird diskret entsorgt und Boltenstern fürchtet nicht, wegen Doppelmord verhaftet zu sein.
Da greift Jutta ein und verabreicht ihrem Vater heimlich eine Überdosis.
Währenddessen untersucht Werner den Tatort und stellt fest, dass es außer Schreiberts Spuren noch die einer anderen Person gibt. Es kann in Schreiberts Körper nachgewiesen werden, dass er LSD eingenommen hat.
Inzwischen ist Alf auf einem schweren LSD-Trip und klettert die Achterbahn hoch. Er hält sich für einen Adler und stürzt sich in den Tod. Monate später, nach der prunkvollen Beerdigung der beiden, wird Huilsmann aus seiner Villa abgeholt, da er den Verstand verloren hat. Werner heiratet seine Jutta und Konrad wird ein einsamer, alter Mann, der in der Welt von heute nicht mehr zurechtkommt.

## Hauptfiguren
- Konrad Ritter: Major a. D. und Kriminalassistent im Morddezernat. Ehemaliger Vorgesetzter von Erlanger, Schreibert, Boltenstern und Huilsmann während des Zweiten Weltkrieges. Ritter ist immer noch schneidiger Soldat geblieben. Er verkörpert die alten Werte der Wehrmacht und des militärischen Preußentums.
- Werner Ritter: Kriminalbeamter und Konrads Sohn. Ein aufrechter junger Mann, der gegen die alten Seilschaften seines Vaters und seiner Freunde kämpft und an den Sieg der Gerechtigkeit glaubt.
- † Richard Erlanger: Erlanger ist ein hochintelligenter Diplom-Ingenieur vom Typ Womanizer. Er führt mit seiner Ehefrau eine kalte Beziehung und hat zahlreiche Affären mit anderen Frauen. Er ist das Mordopfer, an dem sich die Geschichte aufhängt.
- Petra Erlanger, geb. Wollhagen: Richards Ehefrau und reiche Erbin eines Industrieimperiums. Äußerlich ist sie eine unterkühlte und unnahbare Frau, doch im Zusammenleben mit ihren Männern entwickelt sie sich zu einer sadistischen Nymphomanin.
- † Hermann Schreibert: Ein naiver Modeschöpfer, der in der Welt der Mannequins zuhause ist. Er ist sehr erfolgreich und konkurriert mit den großen Pariser Modehäusern.
- † Alf Boltenstern: Der ehemalige Hauptmann ist Witwer und angeblicher Ehrenmann, der sich in Düsseldorf-Oberkassel eine bürgerliche Existenz aufgebaut hat. Boltenstern ist ein kühl agierender Ingenieur, Erfinder und Mitglied der vornehmen Düsseldorfer Gesellschaft. Er ist Kopf und Drahtzieher der LSD-Affäre.
- Jutta Boltenstern: Journalistin und Alfs Tochter.
- Toni Huilsmann: Architekt mit weicher und labiler Künstlerseele. Er ist ein Narzisst und eiskalter Lebemann, der das Geld und schöne Frauen liebt. Für sein Vergnügen geht er über Leichen. Allerdings ist er kein Mörder und verspürt schwere Gewissensbisse wegen seiner Taten, die dazu führen, dass er sich noch tiefer in die Drogensucht verstrickt.

## Sprachstil
„„Paps! O wie, o je! Was soll das“ rief Konrad Ritter. Er wollte an Ansehen retten, was noch zu retten war. Es war wie das Strampeln einer Maus in den Krallen einer Katze. „Geben wir uns doch nicht moralischer als wir sind! Was ist denn schon geschehen! Was haben die Herren denn gemacht? Zum Nachtisch haben sie ein paar wilde Früchte vernascht – das ist alles!““

„„Lass die dummen Halbstarkensprüche deinem Vater gegenüber!“, schrie er. „Das mag der Ton sein, der jetzt in Deutschland üblich ist – jeder Zeitirrsinn hat seine Sprache, von da-da über balla-balla bis Yeah-Yeah-Yeah – aber nicht bei mir! Bei mir nicht! Ich rede kerniges Deutsch! – Du ermittelst weiter in Sachen Erlanger?!““

Zum Nachtisch wilde Früchte ist wie viele andere Werke auch in Konsaliks wort- und bildgewaltigem Stil im typischen Zeitgeist der 1960er Jahre geschrieben. So werden beispielsweise Wörter wie Gammler oder Beatschuppen benutzt. Auch kommt in dem Werk etliche Situationskomik vor. Eine davon ist die Szene des hochbetagten und dementen WK I-Generals, der auf dem BdD-Treffen glaubt, den Gefreiten Hitler vor sich zu sehen und sich in seiner preußischen Offiziersehre gekränkt fühlt.

## Rezensionen
Grundsätzliches Leitthema in Konsaliks Zum Nachtisch wilde Früchte ist der Generationenkonflikt, die Beziehung zu alten Seilschaften und der moralische Verfall von Charakteren, der sich in dem Spruch "Wer hoch steigt, fällt tief" manifestiert. Die Figuren in der Geschichte hatten ein leidvolles Leben bzw. Überleben an der Ostfront mit späterer Gefangenschaft und Zwangsarbeit in Sibirien gehabt und genießen jetzt ihren wohlverdienten Wohlstand im Deutschland der Nachkriegsjahre, welches ihrer Gesellschaftsklasse von Dekadenz und Ausschweifungen geprägt ist. Der Titel Zum Nachtisch wilde Früchte spielt auf Sex mit Prostituierten und Drogenmissbrauch in der oberen Zehntausend an.
Die brutale Realität an der Ostfront steht im absoluten Gegensatz zu dem luxuriösen und orgiastischen Zivilleben, welches sie jetzt hemmungslos ausleben dürfen. Doch der LSD-Trip endet mit einer Katastrophe. Schreibert erwürgt im Wahn seinen Freund Erlanger und fährt danach mit dem Auto gegen einen Baum, so dass sein Gesicht für immer entstellt ist.
Die Erklärung der fünf Freunde ist, dass es das Geld war, was sie verrückt gemacht hat. Schreibert geht weiter und erhängt sich während eines Festauftaktes des "Bund deutscher Divisionen" in Nürnberg.
Huilsmann verliert durch das LSD völlig den Verstand, tanzt nackt am Fenster herum und endet in manischer Verblödung. Boltenstern springt von einer Achterbahn aus in den Tod.
Die fünf Freunde sind durch den Frieden demoralisiert worden. Aus „Kameraden“ wurden „Erfolgsmenschen“. Sie können mit den neuen Freiheiten nichts anfangen, verraten ihre alten Werte, betrügen ihre Familien und laufen in ihr eigenes Verderben. Konsalik kommentiert diesen Verfall der Sitten mit „Es ist nicht einfach, ein erfolgreicher Mann zu sein.“ Durch ihr unerträglich grausames Schicksal werden vor den moralischen Konsaliks reiche Sünder doch noch zu Helden.
Einzig der Kriminalbeamte Major Ritter, ein unverbesserlicher Revanchist, „Ewig-Gestriger“ und Kommisssoldat Hitlers, überlebt die „Düsseldorfer Neureichentragödie“. Ritter hasst das degenerierte und unpreußische neue Deutschland zutiefst. Er verachtet die neuen Tänze der Jugend, ihre Musik und ihre Literatur:
„Ist sie besser?“ schrie Major Ritter. „Gammler auf den Straßen, in den Lokalen Tänze, wo man wie ein Urwaldaffe mit dem Hintern wackeln muß, Musik, die sich anhört wie eine Katze, die sich den Schwanz einklemmt, Literatur wie das Gestammel eines Kretins … das ist die Visitenkarte des neuen Deutschlands?“
Hierzu gibt es Parallelen zu Konsaliks persönlichen Auffassung zur neuen deutschen Literatur, die er angeblich einmal in einem Interview mit dem Bayerischen Rundfunk im Jahr 1975 geäußert haben soll.
Ritters alte Ideale bewahren ihn vor dem moralischen Verfall. Während sich die anderen mit LSD berauschen, heißt Ritters Droge „Deutschland“, die er sich auf den „Treffen deutscher Divisionen“ holt. Ritter ist verbitterter Nationalsozialist. Er bekennt sich immer noch zu Goebbels altdeutschen Idealen:
„Eine Stärke des Charakters, die alle Hindernisse überwindet, zähe Verbissenheit in der Verfolgung des einmal erkannten Zieles und ein ehernes Herz, das gegen alle inneren und äußeren Anfechtungen gewappnet ist.“ Er ist entsetzt über den fehlenden Nationalismus und dafür aber für den unpatriotischen Opportunismus der neuen Zeit. „Typisch! Nach jedem verlorenen Krieg wird der Deutsche pervers und wühlt in seiner eigenen Scheiße!“
Seiner Meinung nach ist die BRD den alten Veteranen gegenüber äußerst undankbar, da sie damals die Knochen hinhalten mussten aber dafür heute für ein Trinkgeld leben müssten. Eine konservative Einstellung, mit der er ihm Dauerkonflikt zu seinem Sohn Werner Ritter steht.
Konsaliks Roman gilt als autoritär. Er belohne und bestrafe den Leser. Außerdem kritisiert er die Scheinmoral der oberen Zehntausend, die Macht der Konzerne und dass der einfache Bürger über die tatsächlichen Machtverhältnisse systematisch im Dunkeln gelassen wird.
Auch in diesem Werk offenbart der Autor wieder ein chauvinistisches Frauenbild. „Um Petra zu erobern, hättest du weniger Geist und mehr Brutalität gebraucht ... nicht Smoking, Richard, sondern aufgekrempelte Hemdsärmel.“

## Historisch-Medizinischer Kontext
Das stark bewusstseinserweiternde Halluzinogen LSD mit der Wirkung eines „tief beglückenden Erlebnis und darauf folgenden Horrortrip“.  kam relativ früh in die Geschichte des Nachkriegsdeutschlands. In den 1960er Jahren wurde es von der Flower Power-Bewegung entdeckt und zog als Partydroge in die Jugendkultur ein. Von den Beatles wurde sie in dem Song „Lucy in the Sky with Diamonds“ glorifiziert.
1967 wurde die Droge nach einem immer stärker um sich greifenden Konsum wegen ihrer schweren Folgen (Mord im Affekt bis Selbstmord) in Deutschland verboten.
In den 1960er und 1970er Jahren gab es einen regelrechten LSD-Boom.
Konsaliks Beschreibungen eines LSD-Rausches sollen aber nach dem Stil einer Boulevardzeitung in reißerischer Verzerrung voller realitätsferner Vorurteile geschildert sein. Es soll sogar einen weiteren Roman Konsaliks mit dem Titel „LSD“ zu diesem Thema gegeben haben.
Konsalik hatte in einem Radiointerview einmal gesagt, dass er die Wirkungen des LSD aus medizinischen Studien und Berichten von Probanden entnommen hätte, die sich bewusst dieser „Wahnsinnsdroge“ ausgesetzt hätten.

## Textausgaben
- Heinz Konsalik: Zum Nachtisch wilde Früchte. Lichtenberg Verlag, München 1967. ISBN 3-453-00142-7.
- Heinz Konsalik: Zum Nachtisch wilde Früchte. Wilhelm Heyne Verlag, München 1978. ISBN 3-453-00142-7.